# لجنة اليونسكوب

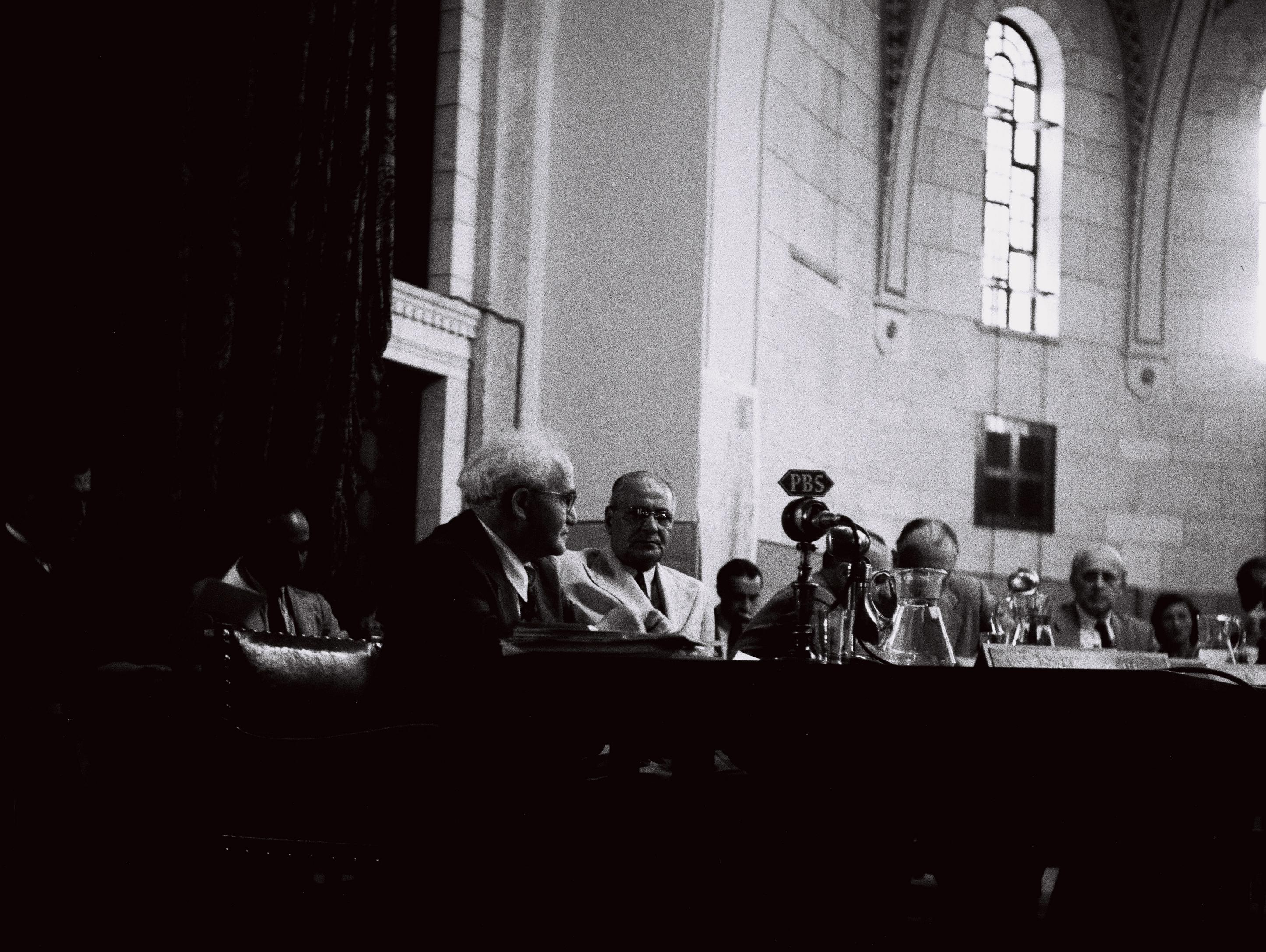

لجنة اليونسكوب اختصارا لـ UNISCOP، أنشأت في 15 مايو من العام 1947 لدراسة المسألة الفلسطينية وطرح مقترحات لحل مشكلة فلسطين بعد انسحاب بريطانيا من فلسطين بناء على قرار الجمعية العامة للأمم المتحدة الذي حمل رقم (106) و كانت تضم يوغوسلافيا والبيرو وإيران والهند وكندا والنمسا وغواتيمالا والسويد وأوروغواي، وتشيكوسلوفاكيا وهولندا.
وقد أعطيت اللجنة حق اختيار الطريقة المناسبة لعملها، وقدمت تقريرها إلى الأمم المتحدة الذي طرح مشروعين، الأول تقسيم فلسطين إلى دولتين: عربية ويهودية، بينما ذهب المشروع الآخر إلى إنشاء دولة كونفدرالية تشمل كل فلسطين.

## المصدر
موقع أجراس العودة 